# Абсурдопедия

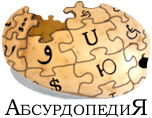
Логотип, использовавшийся Абсурдопедией на Викии с 8 марта 2006 года по 15 сентября 2016 года, в Абсурдопедии на домене .net — по наше время

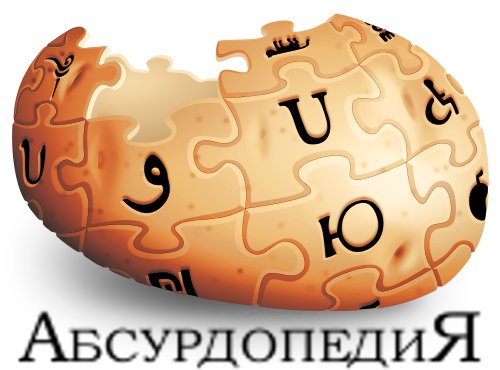
Обновлённый 3D-логотип Абсурдопедии Викийской с 16 сентября 2016 года

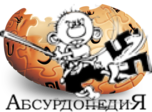
Логотип на 8-9 мая сайта .wiki

Это статья о русскоязычных разделах проекта Uncyclopedia. О проекте в целом см. соотв. статью.
Абсурдопедия — два одноимённых взаимонезависимых раздела международной шуточной вики-энциклопедии Uncyclopedia на русском и «олбанском» (сетевом русском) языках, пародийные аналоги Википедии. Задачей является написание пародийных вариантов энциклопедических статей с сатирической или юмористической точки зрения. Чётких ограничений или правил по написанию статей в Абсурдопедии нет, главное условие — доступность юмора для широких слоёв читателей. Для достижения цели используются различные виды юмора: пародия, сатира, нелогичные абсурдные выводы. В отличие от таких более поздних юмористических и сатирических проектов, как Луркоморье, Абсурдопедия принципиально неинформативна, описываемое ею не обязано как-либо соотноситься с реальностью.

## Описание
Единый сайт основан 24 февраля 2006 года администратором английской Анциклопедии (Uncyclopedia) Sikon (LucidFox). Изначально русский раздел располагался только на Викии по адресу absurdopedia.wikia.com. Но 3 октября 2010 года по инициативе бюрократа проекта Эдуарда Черненко активный на то время админсостав согласился перенести его на отдельный от Викии сервер absurdopedia.net. Переезд был признан пародирующей Викимедиа организацией UnMeta, созданной англоязычными пользователями Uncyclopedia в том числе для открытия малых разделов Анциклопедий, часть интервик-ссылок дружественных проектов, не находящихся на хостинге Wikia, также была перенастроена на новый сайт. Интервики Анциклопедий, расположенных на серверах Wikia, перенастроены не были и сохранили перекрёстные ссылки со старым сайтом. При этом предварительной договорённости с координирующими стафферами об удалении Абсурдопедии на Викии (около 3000 статей) не имелось, последующее требование переехавших удалить старый сайт было отклонено и там сохранялась малая активность, а впоследствии пришли новые участники, и два сайта стали развиваться параллельно и независимо друг от друга.
26 февраля 2019 года по требованию центрального офиса Викии в Сан-Франциско Абсурдопедии наряду со всеми родственными проектами семейства «Uncyclopedia» было предписано в течение марта покинуть сервера Викии. Сообщество для этого забронировало доменное имя absurdopedia.wiki и 18 марта (для администраторов) и 21 марта (для всех) состоялся переезд с использованием старого сайта как зеркала до его окончательного удаления 3 апреля. Переход официально признала UnMeta, после переговоров присвоив Абсурдопедии Викийской новую интервику «olb» (олбанский язык — как обозначение «сетевого русского»)..
По внутренней статистике Абсурдопедии на 27 мая 2021 года в проекте на домене .net 5180 статей.
По данным меты Uncyclopedia, Абсурдопедия по числу статей занимает 19-е место среди всех языковых разделов Uncyclopedia.
В отдельном проекте на домене .wiki на 7 мая 2024 года 5365 статей. В нём существует 27 порталов. В проекте декларируется контроль содержания по своей системе оценки статей: сленг не приветствуется, юмор должен быть доступен более или менее широким группам читателей, в которых принятые авторами Абсурдопедии нормы описаны более подробно (однако есть и юмор для посвящённых).) и прочее. Весной 2010 года запущена базовая выверка статей путём простановки шаблона {{R}} на статьи приемлемого качества (на май 2013 на сайте домена .net — таких 1134 статьи, или 27,1 % от общего количества), на сайте домена .wiki от этой системы отказались, поэтому в «случайные статьи» попадают все статьи, написанные участниками. На обоих сайтах функционирует институт оценивания, хороших (207 штук) и избранных (100 штук) статей. Также 4 раза проходил конкурс на лучшую статью полуторагодия с 3 призовыми местами: 24 августа 2007 года (победитель «Кот»), 3 июня 2009 года (победитель «Ужасное число»), 24 августа 2010 года (победитель «Чердак дома № 14 по улице Центральной деревни Пучки, что в Московской области») и 24 февраля 2012 года (победитель «Исторические шахматы»).
Согласно заглавной странице Абсурдопедии, помимо основного раздела существует 10 «братских проектов», предназначенных для статей неэнциклопедического формата: Как правильно (аналог Викиучебника); Несловарь (аналог Викисловаря);, «Cthulhu Tribune», в Абсурдопедии Викийской переименован в «Слоупок Таймс» (аналог Викиновостей); Абсурдотека (аналог Викитеки); Абсурдилище (аналог Инкубатора Википедии); Абсурдоцитатник (аналог Викицитатника); Вопрос-Ответ (пародия на старый дизайн Ответы@Mail.ru); Коммерческая Абсурдопедия (пародия на интернет-магазин); Календарь (пародии на статьи о датах). Также в списке братских проектов упомянута Википедия как пародия на Абсурдопедию. Статьи основного пространства рекомендуется писать в научном стиле (изредка в художественном), материалы Абсурдотеки — в художественном, раздел «Как правильно» — в научном и публицистическом, а Новости — в публицистическом.
Кроме братских проектов, в Викийной Абсурдопедии имеется Абордажный комитет (с «пиратами»), имитирующий и пародирующий Арбитражный комитет Википедии. К примеру, рассматриваются жалобы на время или жестокое обращение со смайликами в Skype. Также только здесь существует так называемый «Сырнийский оракул» для шутливых стихотворных предсказаний будущего (с собственным ролевым твиттером). С 2018 года в Викийной Абсурдопедии введена номинация «Человек года», которым в результате отбора с последующим голосованием становится автор книги, изданной за текущий год, книга должна удовлетворять требованиям «интеллектуального нетуалетного юмора». За 2018 год Человеком года признан Владимир Савельев за пособие «Статистика и котики».
В ноябре 2014 года на сайте absurdopedia.net была введена премодерация правок анонимов и новичков. Как указывается на источнике, она является заменой "системой блокировок", хотя блокировки до сих пор осуществляются, просто теперь достаточно блокировать аккаунты, а правки, используемые с помощью методов обхода блокировок модераторам достаточно не опубликовать на сайте, а не отменять и блокировать.

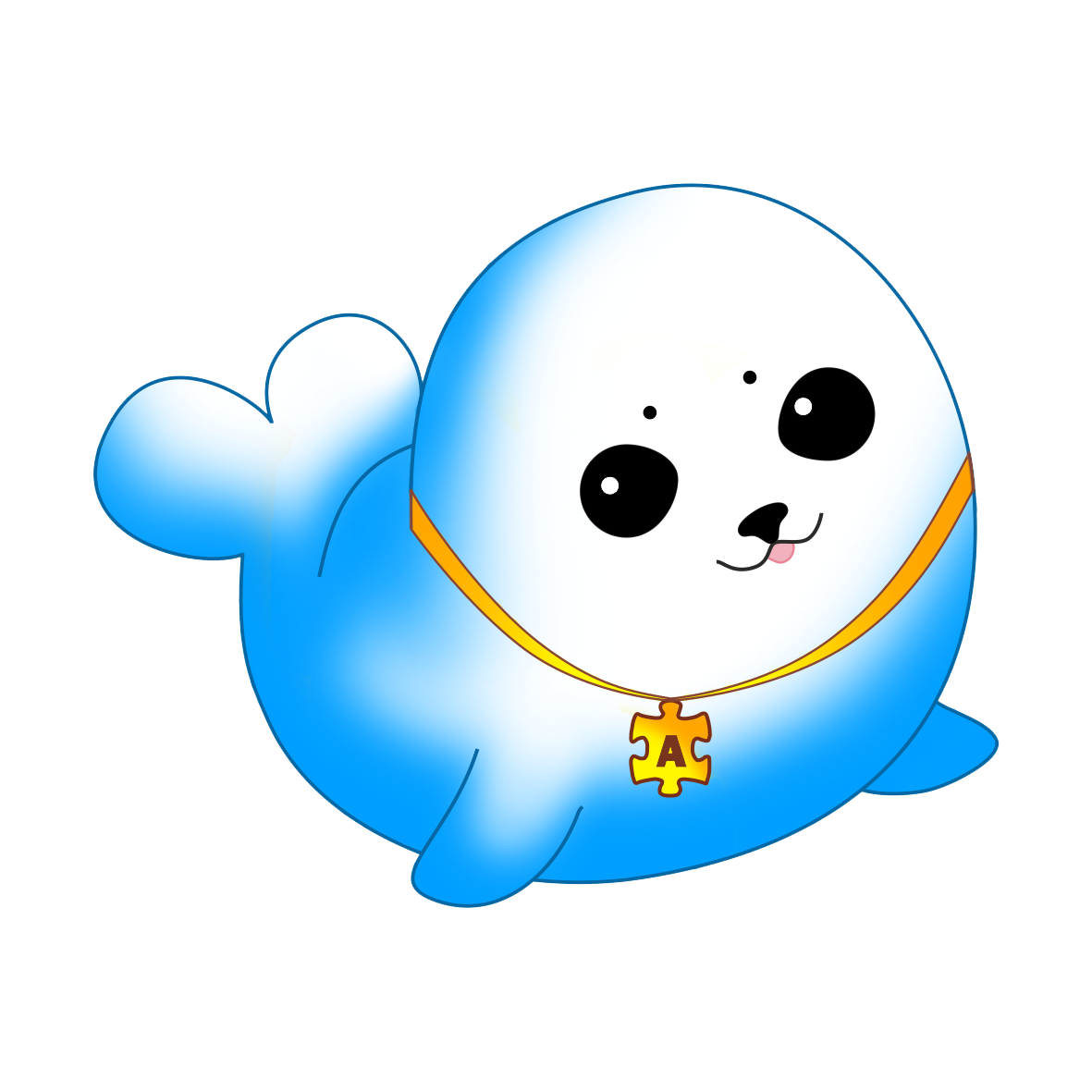
Белёк Абся. С 2015 года официальный маскот русской Абсурдопедии на Wikia

30 ноября 2015 года был принят официальный маскот Абсурдопедии на Викии, который затем использовался на 10-летие проекта.
2 августа 2016 года Абсурдопедия (Викийская) победила на гибридном (на хостинге Викии и ВКонтакте) голосовании на звание «Вики месяца» за июль, на один балл опередив вики о франшизе «My Little Pony»..

## Миноритарные порталы Олбанской Абсурдопедии
С января 2023 года в absurdopedia.wiki появилась возможность создавать порталы на языках малых народов России и соседних стран со значимым двуязычным населением. На текущее время существуют семь языковых порталов: башкирский (Көлкөпедия), казахский (Сандырақопедия), киргизский (Куудупедия ), татарский (Әкәмәтәпәдия), туркменский (Samsykopedia), удмуртский (Лӧпшопедия) и якутский (Элэккэпиэдьийэ).

## Описания в литературе
Абсурдопедия упоминается доктором филологических наук Максимом Кронгаузом как одна из энциклопедий, описывающих интернет-мемы — в частности, мем «Британские учёные». По наблюдениям Максима Кронгауза, в Абсурдопедии британские учёные: выяснили, что люди начинают лгать с шестимесячного возраста; опровергли давно сложившийся стереотип, что мыши любят сыр; выяснили, что девять из десяти лондонских божьих коровок болеют грибковым венерическим заболеванием; придумали нелипнущую жвачку; разработали вакцину от всех болезней; доказали шотландское происхождение Михаила Юрьевича Лермонтова; разработали идеальный сэндвич; скрестили кролика с человеком; и (что самое главное) открыли, что британские учёные самые умные.
Помимо этого, Максим Кронгауз в своей книге «Самоучитель олбанского», описывая авторитетные энциклопедии сетевого фольклора, поясняет, что не будет в своей книге пользоваться Абсурдопедией, поскольку та является «антиэнциклопедией» и не подходит для целей, поставленных автором в этой конкретной книге.
В популярной антологии фольклора рунета нулевых годов «Пятниццо» Абсурдопедии, наряду с Википедией, посвящён отдельный раздел. В частности, кратко описываются особенности самой Абсурдопедии и даются пространные фрагменты одного руководства («Советы новичкам-абсурдистам») и трёх статей из проекта: «IP», «Девочка-волшебница» и «Кот».

## Критика и споры
8 ноября 2012 года в соответствии с законом «О защите детей от информации, причиняющей вред их здоровью и развитию» и поправкам к нему за шуточную статью «Как правильно совершить суицид» копия русского раздела Анциклопедии на Викии была внесена в единый реестр запрещённых сайтов. 13 ноября 2012 после её удаления ресурс был разблокирован. Поскольку в реестр был внесён IP-адрес русского раздела (Абсурдопедии), были временно заблокированы и все вики и энциклопедии, использующие хостинг Wikia. 18 ноября по требованию Роскомнадзора была удалена эта же статья на absurdopedia.net, где вместо неё разместили шуточное сообщение о случившемся.. Владелец сайта обратился в суд, что, возможно, стало первой попыткой обжалования блокировки страницы в России. 1 апреля 2013 года состоялось заседание Обнинского районного суда, в котором в удовлетворении требований заявителя было отказано. Решение было оспорено заявителем апелляционном порядке в Калужском областном суде. 18 июня 2013 года апелляционным определением Калужского областного суда решение суда первой инстанции оставлено без изменения, жалоба оставлена без удовлетворения, а решение вступило в законную силу.
Страница «Как правильно: изготовить дома бомбу» (на absurdopedia.net) внесена в Федеральный список экстремистских материалов (идентичные записи с номерами 2231, 2301) согласно решению Советского районного суда Ставропольского края от 05.02.2014.

## Другие использования названия
Первая изданная в России книга, полностью посвящённая творчеству Владимира Сорокина, названа её автором Максимом Петровичем Марусенковым «Абсурдопедия русской жизни Владимира Сорокина: заумь, гротеск и абсурд».
В январе 2018 года компания Play Land, зарегистрированная в Болгарии, анонсировала выход настольной игры «Абсурдопедия: во сне и наяву», а в феврале — «Абсурдопедия: машина времени».